# Treppendorf (Rudolstadt)
Treppendorf ist ein Ortsteil der Stadt Rudolstadt im Landkreis Saalfeld-Rudolstadt in Thüringen.

## Geographie und Geologie
Das Dorf liegt nördlich von Haufeld und ist der nördlichste Stadtteil von Rudolstadt. Es liegt auf einem muldenförmigen Hochplateau und ist südlich sowie nördlich von bewaldeten Muschelkalkbergen begrenzt. In dieser Gegend befindet sich auch die Randlage des Thüringer Beckens. Nachbardörfer sind Rittersdorf und Haufeld. 
Nördlich des Dorfes auf Treppendorfer Markung liegt die Wüstung des ehemaligen Ortes Markersdorf. Sichtbarer Rest dieser Ortschaft ist der Mauerrest einer ehemaligen Kirche.

## Geschichte
Die urkundliche Ersterwähnung von Treppendorf als Trebunesthorp fand bereits am 18. Mai 876 statt. Danach folgten die Namen Trappendof und Treppendorf. Der Ortsname leitet sich von der Großtrappe (einer Vogelart) ab. Früher war der Ort ein Marktflecken in der Herrschaft Oberkranichfeld, der von 1826 bis 1920 als Exklave zu Sachsen-Meiningen gehörte.
Im April 1945, in der Endphase des Zweiten Weltkriegs, kam es im Ort durch amerikanischen Artillerie-Beschuss (aus Rittersdorf) zu schweren Schäden. Die Kirche, die Schule in ihrer Nachbarschaft und weitere Gebäude wurden getroffen. Auf dem Kirchhof finden sich die Gräber von einem Dorfbewohner und zwei Wehrmachtssoldaten, die am 10. bzw. 12. April ums Leben kamen. Die besonders stark in Mitleidenschaft gezogene Kirche wurde teilweise neu errichtet (der östliche Teil des Kirchenschiffs verkleinert). Wegen starker Schäden erfolgte ab 2001 eine umfassende Sanierung der Kirche.
Das Dorf war von jeher landwirtschaftlich geprägt.
Am 1. Januar 1997 bildeten Treppendorf, die Städte Remda und Teichel sowie neun weitere Orte die neue Stadt Remda-Teichel. Zum 1. Januar 2019 wurde Treppendorf im Zuge der Eingemeindung von Remda-Teichel ein Stadtteil von Rudolstadt.